# Dominik Brodowski
Dominik Brodowski (* 1980 in Rosenheim) ist ein deutscher Rechtswissenschaftler und Hochschullehrer. Er ist Professor für Europäisierung, Internationalisierung und Digitalisierung des Strafrechts und des Strafverfahrensrechts an der Rechtswissenschaftlichen Fakultät der Universität des Saarlandes und zugleich deren Vizepräsident für Internationalisierung und Europa.

## Leben
Brodowski studierte ab 2002 Rechtswissenschaften an der Juristischen Fakultät der Eberhard Karls Universität Tübingen. Auf die Erste Juristische Staatsprüfung 2006 folgte ein LL.M.-Studium an der University of Pennsylvania Law School 2006/07. Er war studentischer, später akademischer Mitarbeiter am Lehrstuhl für Europäisches Straf- und Strafprozessrecht von Joachim Vogel, zunächst in Tübingen, ab 2012 an der Ludwig-Maximilians-Universität München. 2012 legte Brodowski das Zweite juristische Staatsexamen ab.
Seit 2013 ist Brodowski Lehrbeauftragter der Hochschule Albstadt-Sigmaringen im Masterstudiengang „Digitale Forensik“.
Nach der Promotion 2015 durch die Juristische Fakultät der Eberhard Karls Universität Tübingen war Brodowski von 2015 bis 2018 Wissenschaftlicher Mitarbeiter an den Professuren von Christoph Burchard (2015–2017) und Matthias Jahn (2017–2018) an der Johann Wolfgang Goethe-Universität Frankfurt am Main, an der er 2021 habilitiert wurde. 2018 nahm er einen Ruf der Universität des Saarlandes an die Rechtswissenschaftliche Fakultät auf eine Tenure-Track-Juniorprofessur für Strafrecht und Strafprozessrecht an. 2022 folgte im Vollzug des Tenure Track ein Ruf auf die dortige Professur für Strafrecht und Strafprozessrecht; zugleich lehnte er einen Ruf an die Universität Freiburg ab. Im April 2024 wurde er zum nebenamtlichen Vizepräsidenten für Internationalisierung und Europa der Universität des Saarlandes gewählt.
Die Schwerpunkte seiner Forschungen liegen auf den Auswirkungen der Digitalisierung auf das Strafrecht (IT-Strafrecht und IT-Strafprozessrecht), im Europäischen Strafrecht (u. a. zur Europäischen Staatsanwaltschaft; Datenbank eurocrim; Veröffentlichungsreihe zu strafrechtsrelevanten Entwicklungen in der Europäischen Union) und in verfassungsrechtlichen Bezügen des Strafrechts. Brodowski ist Ständiger Gast des Strafrechtsausschusses der Bundesrechtsanwaltskammer, seit 2011 Mitglied des Vorstands der deutschen Landesgruppe der International Association of Penal Law (AIDP) und seit 2021 Mitglied der Redaktion der Fachzeitschrift Strafverteidiger.
Brodowski arbeitet zudem an der Entwicklung des Betriebssystems Linux mit, v. a. zur Unterstützung von Notebooks (u. a. cpufreq, cpufrequtils, pcmcia, pcmciautils).

## Schriften (Auswahl)
- Dominik Brodowski und Felix Freiling: Cyberkriminalität, Computerstrafrecht und die digitale Schattenwirtschaft. Forschungsforum Sicherheit, Berlin 2011, ISBN 978-3-929619-66-9.
- Dominik Brodowski: Verdeckte technische Überwachungsmaßnahmen im Polizei- und Strafverfahrensrecht. Zur rechtsstaatlichen und rechtspraktischen Notwendigkeit eines einheitlichen operativen Ermittlungsrechts. Mohr Siebeck, Tübingen 2016, ISBN 978-3-16-154302-9 (Dissertation).
- Hans-Holger Herrnfeld, Dominik Brodowski und Christoph Burchard: European Public Prosecutor's Office. Regulation (EU) 2017/1939 implementing enhanced cooperation on the establishment of the European Public Prosecutor’s Office (‘the EPPO’). Article-by-Article Commentary. Nomos, Baden-Baden 2021, ISBN 978-3-8487-4884-6.
- Dominik Brodowski: Die Evolution des Strafrechts. Strafverfassungsrechtliche, europastrafrechtliche und kriminalpolitische Wirkungen auf Strafgesetzgebung. Nomos, Baden-Baden 2023, ISBN 978-3-8487-8676-3, doi:10.5771/9783748930457 (Open Access – Habilitation).